# شکر (ترانه براکهمپتن)
«شکر» (انگلیسی: Sugar) ترانه‌ای از گروه هیپ‌هاپ آمریکایی براکهمپتن برای پنجمین آلبوم استودیویی آن‌ها به نام جینجر (۲۰۱۹) است. این ترانه دارای آوازهای مهمان از رایان بیتی است. ترانه توسط متیو چمپین، سیاران مک‌دونالد، دومینیک سیمپسون، ایان سیمپسون، رایان بیتی، جاباری منوا، رومیل هم‌نانی و چاکس چیجینه نوشته شده و توسط جاباری منوا و رومیل هم‌نانی تهیه‌کنندگی شده است. «شکر» در ۱۹ نوامبر ۲۰۱۹ ابتدا برای پخش در قالب فرمت‌های رادیویی موسیقی پاپ معاصر در ایالات متحده منتشر شد و سپس در ۱۳ دسامبر ۲۰۱۹ به صورت جهانی از سوی Question Everything و آرسی‌ای رکوردز انتشار یافت. این ترانه، اسلو جم آرامی در سبک‌های هیپ‌هاپ، پاپ و آراندبی است که با لوپی از گیتار آکوستیک هدایت می‌شود. از نظر محتوایی، ترانه به موضوعاتی مانند سوءمصرف مواد مخدر، وابستگی عاطفی و فشار ناشی از عدم قطعیت می‌پردازد.

## جدول‌های موسیقی
| جدول (۲۰۱۹–۲۰۲۰)                                    | بالاترین جایگاه |
| --------------------------------------------------- | --------------- |
| استرالیا (ای‌آرآی‌ای)                                 | ۱۹              |
| کانادا (۱۰۰ تک‌آهنگ داغ کانادا)                      | ۲۱              |
| ایرلند (ایرما)                                      | ۳۶              |
| نیوزیلند (ریکوردد میوزیک ان‌زد)                      | ۱۲              |
| پرتغال (ای‌اف‌پی)                                     | ۷۱              |
| سوئد (فهرست برترین‌های سوئد)                         | ۹۸              |
| تک‌آهنگ‌های بریتانیا (اوسی‌سی)                         | ۵۸              |
| بیلبورد هات ۱۰۰ ایالات متحده                        | ۶۶              |
| ترانه‌های داغ آراندبی/هیپ-هاپ ایالات متحده (بیلبورد) | ۳۱              |
| ۴۰ آهنگ برتر جریان اصلی ایالات متحده (بیلبورد)      | ۲۸              |

| جدول (۲۰۲۰)                     | جایگاه |
| ------------------------------- | ------ |
| Australia (ARIA)                | ۶۰     |
| Canada (Canadian Hot 100)       | ۶۹     |
| New Zealand (Recorded Music NZ) | ۴۱     |